# Купферцелль
Купферцелль (нем. Kupferzell) — община в Германии, в земле Баден-Вюртемберг. 
Подчиняется административному округу Штутгарт. Входит в состав района Хоэнлоэ. Подчиняется управлению „Хоэнлоэр Эбене“.  Население составляет 5783 человека (на 31 декабря 2010 года). Занимает площадь 54,28 км².
Коммуна подразделяется на 21 сельский округ.

## Фотографии

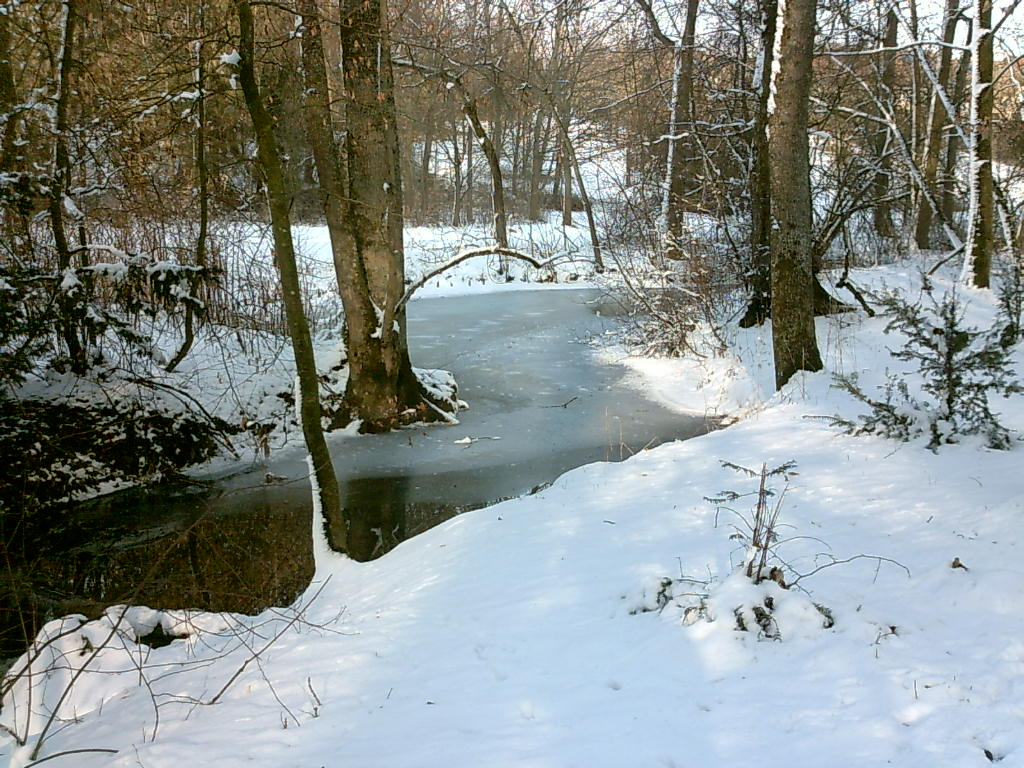
Замок
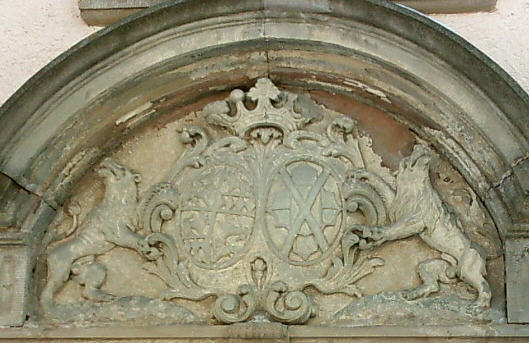
Замок
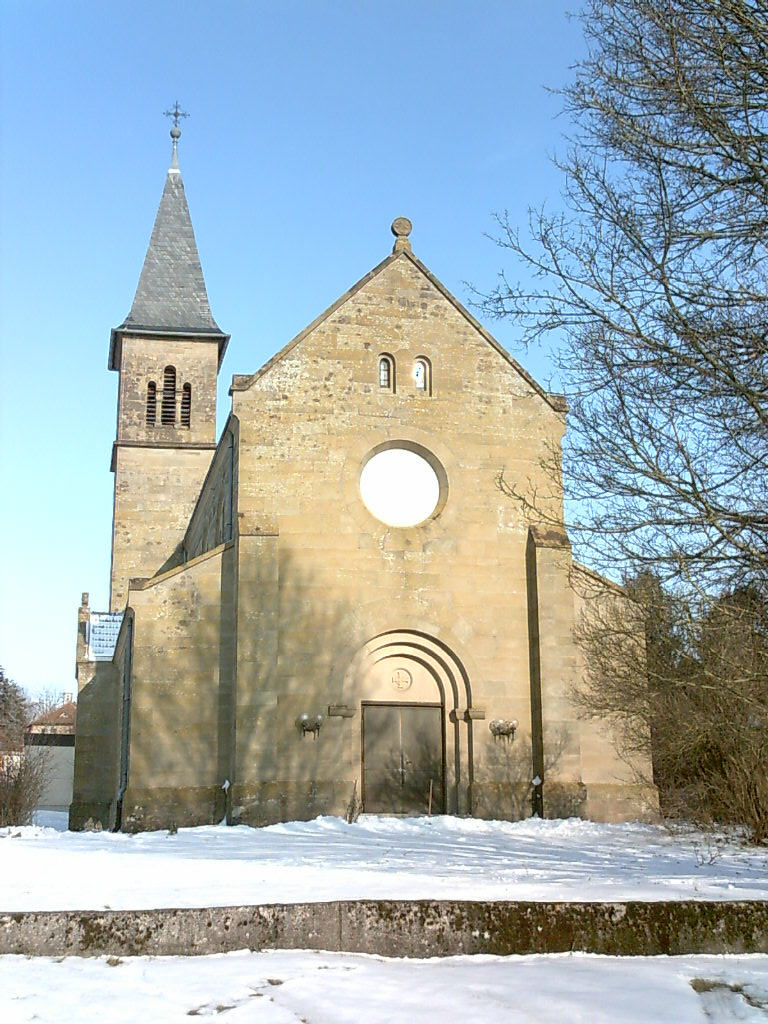
Церковь
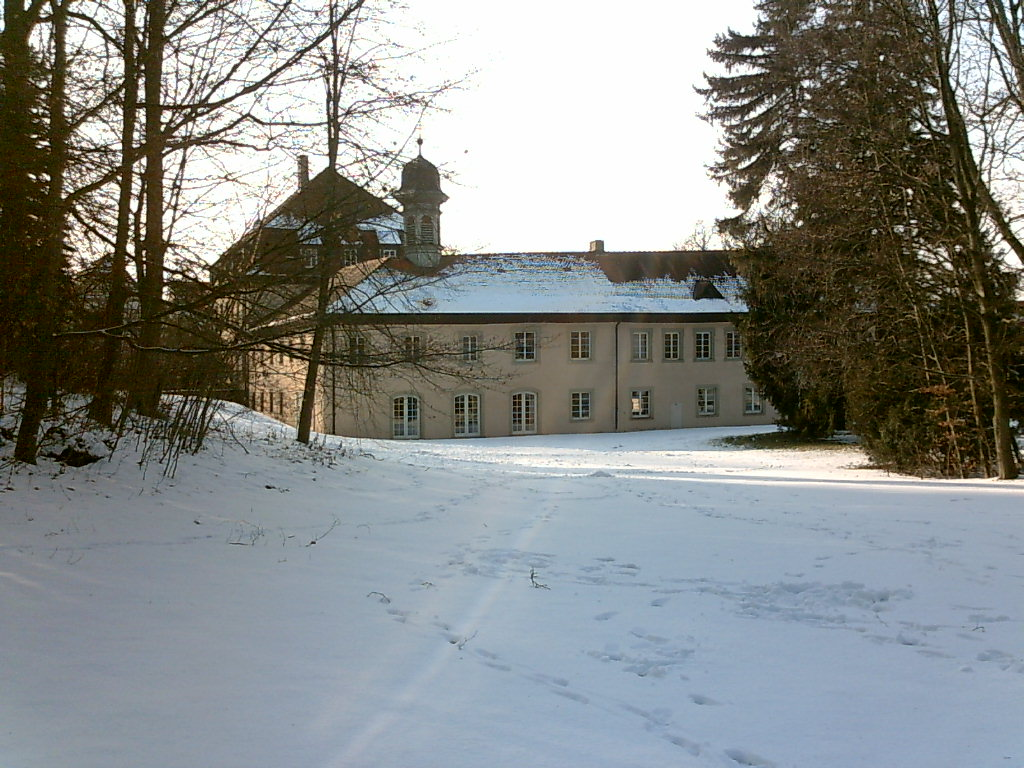
Замок
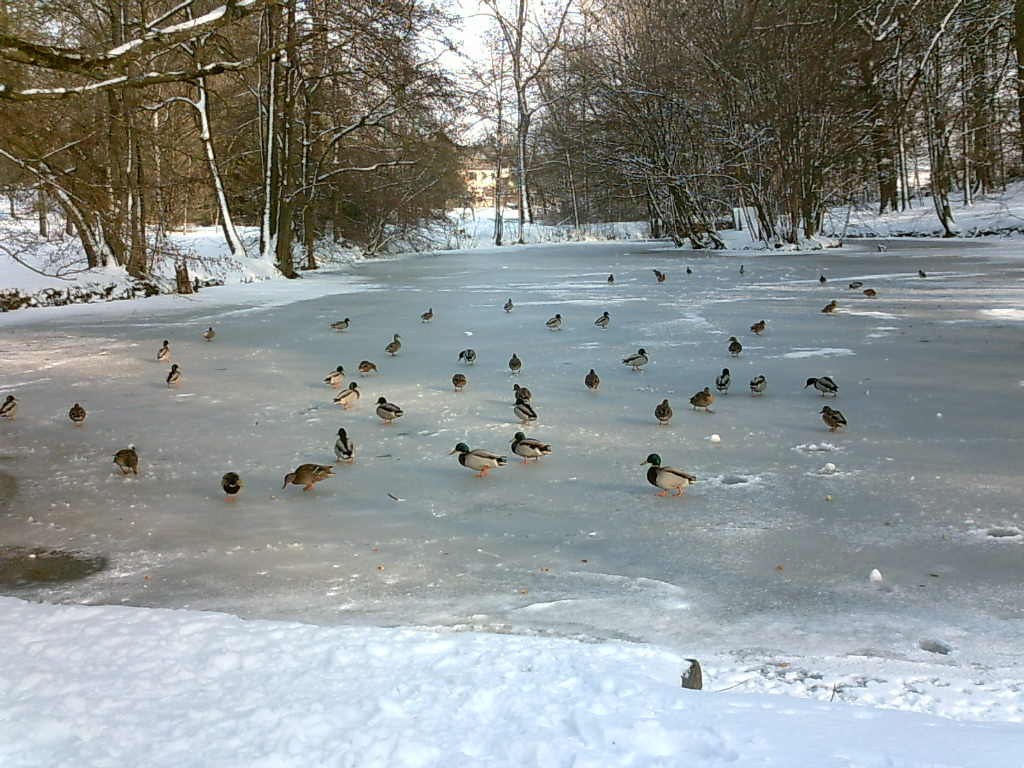
Замок
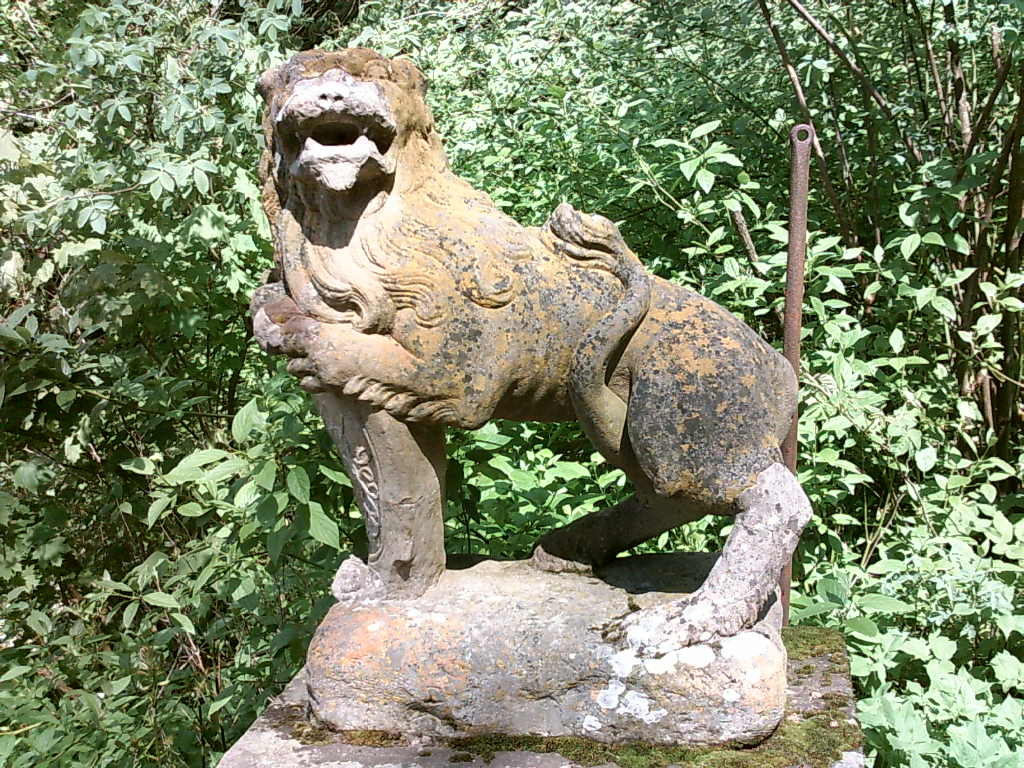
Замок